# Psilopilum afrolaevigatum
Psilopilum afrolaevigatum là một loài rêu trong họ Polytrichaceae. Loài này được Dixon mô tả khoa học đầu tiên năm 1920.